# Sphyrapus stebbingi
Sphyrapus stebbingi är en kräftdjursart som beskrevs av Richardson 1911. Sphyrapus stebbingi ingår i släktet Sphyrapus och familjen Sphyrapidae. Inga underarter finns listade i Catalogue of Life.